# Kasetjärnet (Laxarby socken, Dalsland)
Kasetjärnet är en sjö i Bengtsfors kommun i Dalsland och ingår i Göta älvs huvudavrinningsområde.